# 野木ローズタウン
野木ローズタウン（のぎローズタウン）は、栃木県下都賀郡野木町にある京成電鉄が開発したニュータウンである。

## 概要
京成不動産により東京のベッドタウンとしてJR宇都宮線野木駅を中心に開発されたニュータウンで、1982年（昭和57年）から分譲を開始され、テレビCMも放映された。

総戸数は1600戸で、野木町の人口の4割以上を擁する街となっている。

## 主な施設

### 公共施設
- 野木町役場
- 野木公民館
- 野木町立図書館
- 野木郵便局

### 商業施設
- セブンイレブン下野野木西口店
- セブンイレブン栃木野木店
- ローソン野木駅東店
- ココス野木店
- ミニコープ野木店
- しまむら野木店
- オータニ野木店

## 交通

### 鉄道
- JR宇都宮線 野木駅

### 道路
- 栃木県道314号佐川野友沼線